# Las pequeñas fugas
Las pequeñas fugas (en francés, Les petites fugues) es una película de comedia dramática suiza-francesa de 1979 dirigida por Yves Yersin. Compitió en la sección Un Certain Regard del Festival de Cine de Cannes de 1979. La película fue producida por Filmkollektiv Zurich. La película fue seleccionada como la entrada suiza a la Mejor Película en Lengua Extranjera en la 52.ª edición de los Premios Óscar, pero no fue nominada.

## Sinopsis
El viejo trabajador agrícola Pipe tiene edad suficiente para jubilarse. Aun así, no puede imaginar una vida sin trabajo. Así que sigue haciendo su trabajo y se pregunta qué hacer con sus medios económicos adicionales. Pronto me viene a la mente un pequeño ciclomotor. Así motorizado, comienza a explorar el mundo que rodea a su pueblo. Un día se vuelve demasiado confiado y conduce bajo los efectos del alcohol. Esto le cuesta su licencia de conducir. Pero ante este incidente se ha convertido en dueño de una cámara. Ahora se convierte en un fotógrafo diligente. Deseoso de nuevos ángulos de imagen, incluso reserva un vuelo en helicóptero. Con cada pequeña aventura le importa menos su antiguo trabajo hasta que abraza su jubilación.

## Reparto
- Michel Robin como Pipa
- Fabienne Barraud como Josiane
- Fred Personne como John
- Doré De Rosa como Luigi
- Mista Préchac como Rose
- Laurent Sandoz como Alain
- Nicole Vautier como Marianne
- Léo Maillard como Stephane
- Pierre Bovet como El cartero
- Roland Amstutz como Consultor
- Maurice Buffat como El policía
- Yvette Théraulaz como Bombero
- Joseph Leiser como Supervisor en la fábrica de chocolate.
- Gerald Battiaz como El motociclista
- Martine Simon como Bica